# Niklas Castro
Niklas Fernando Nygård Castro (ur. 8 stycznia 1996 w Oslo) – chilijski piłkarz pochodzenia norweskiego występujący na pozycji skrzydłowego, reprezentant Chile, od 2022 roku zawodnik norweskiego Brann.
Jest synem Chilijczyka i Norweżki.